# Parennefer (főpap)
Parennefer, más néven Wennefer ókori egyiptomi főpap; Ámon főpapja volt a XVIII. dinasztia uralkodásának vége felé. Korábban úgy tartották, a XIX. dinasztia idején, II. Ramszesz alatt élt, de a thébai sírján 1990 és 1993 közt végzett feltárások után úgy tűnik, Tutanhamon és Horemheb alatt töltötte be pozícióját, esetleg valamivel később is.
Minhotep és Maia fiaként született. Két fivére volt: Penneszuttaui, aki katonai parancsnok volt Núbiában, és Minmosze, Min és Ízisz főpapja. Parennefer, mielőtt Ámon főpapja lett volna, Anhur főpapja és királyi pecséthordozó volt. Felesége Ízisz volt, Ámon háremének főfelügyelője. Egy családi emlékmű négy fiukat és egy lányukat említi.
Parennefer gyermekei:
- Hori, a legidősebb fiú Anhur főpapja lett, mint apja; ebben a pozícióban fia, Minmosze is követte, Lehetséges, hogy később, II. Ramszesz ideje alatt Hori lett Ámon főpapja.
- Ameneminet, a második fiú II. Ramszesz gyermekkori barátja, később fő munkafelügyelő lett.
- Amenemopet „a látók legnagyobbika”, azaz Ré héliopoliszi főpapja lett, ezenkívül „a Két Föld urának kamarása”.
- Haemuaszetet, a negyedik fiút, aki a szent könyvek írnoka lett Ámon házában, Ameneminet egyik emlékműve említi.
- Henutmehit, Parennefer egyetlen, név szerint ismert lánya Ptah templomának háznagyához ment feleségül.
- Ismeretlen nevű lány, férje Ámon háznagya.
- Ismeretlen nevű lány, aki „nemes hölgy a király házában”.
- Ismeretlen nevű lány, akinek férje a harci kocsik csapatparancsnoka.